# Транслитерация на Уайли
Транслитерацията на Уайли е метод за транслитерация на тибетска писменост, използващ само буквите, налични на типична англоезична пишеща машина. Системата е кръстена на американския учен Търел В. Уайли, който я е създал и я е публикувал в статия в Harvard Journal of Asiatic Studies от 1959 г. Впоследствие тя се превръща в стандартна схема за транслитерация в тибетските изследвания, особено в Съединените щати.
Всяка схема за романизация на тибетски език е изправена пред дилемата дали да се стреми да възпроизведе точно звуците на говоримия тибетски или правописа на писмения тибетски. Тези две схеми се различават значително, тъй като тибетският правопис се утвърждава през 11 век, докато произношението продължава да се развива, подобно на английския и френския правопис, които отразяват късносредновековното произношение, но не съответстват добре на говоримия език.
Предходните схеми за транскрипция се стремят към компромис, като не са постигнали перфектно нито една от целите. Транслитерацията на Уайли е била предназначена да транскрибира точно тибетската писменост, както е написана, което е довело до приемането ѝ в академичните и историческите изследвания. Тя не е предназначена да представя произношението на тибетските думи.

## Съгласни
Шаблон:Tibetan languageСхемата на Уайли транслитерира тибетските писмени знаци, както следва:
| T | W   | IPA      | T | W    | IPA      | T | W   | IPA         | T | W   | IPA   |
| - | --- | -------- | - | ---- | -------- | - | --- | ----------- | - | --- | ----- |
| ཀ | ka  | [ká]     | ཁ | kha  | [↘︎kʰá]   | ག | ga  | [ɡà/↗︎kʰà]   | ང | nga | [ŋà]  |
| ཅ | ca  | [tɕá]    | ཆ | cha  | [↘︎tɕʰá]  | ཇ | ja  | [dʑà/↗︎tɕʰà] | ཉ | nya | [ɲà]  |
| ཏ | ta  | [tá]     | ཐ | tha  | [↘︎tʰá]   | ད | da  | [dà/↗︎tʰà]   | ན | na  | [nà]  |
| པ | pa  | [pá]     | ཕ | pha  | [↘︎pʰá]   | བ | ba  | [bà/↗︎pʰà]   | མ | ma  | [mà]  |
| ཙ | tsa | [tsá]    | ཚ | tsha | [↘︎tsʰá]  | ཛ | dza | [dzà/↗︎tsʰà] | ཝ | wa  | [wà]  |
| ཞ | zha | [ʑà/↗︎ɕà] | ཟ | za   | [zà/↗︎sà] | འ | 'a  | [ɦà/↗︎ʔà]    | ཡ | ya  | [jà]  |
| ར | ra  | [rà]     | ལ | la   | [là]     | ཤ | sha | [↘︎ɕá]       | ས | sa  | [↘︎sá] |
| ཧ | ha  | [há]     | ཨ | a    | [↘︎ʔá]    |   |     |             |   |     |       |

В тибетската писменост, съгласните групи в рамките на една сричка могат да бъдат представени чрез използването на букви с префикс или суфикс, или чрез знаци, поставени над или под спрямо коренната буква (образувайки „стек“). Системата на Уайли обикновено не ги разграничава, тъй като на практика не е възможна двусмисленост съгласно правилата на тибетския правопис. Изключение прави последователността gy-, която може да се изпише или с префикс g, или с подфикс y. В системата на Уайли те се разграничават чрез вмъкване на точка между префикс g и начална буква y. Например, གྱང „стена“ е gyang, докато གཡང་ „пропаст“ е g.yang.

## Гласни
Четирите знака за гласни (тук приложени към основната буква ཨ) се транслитерират:
| ཨི i | ཨུ u | ཨེ e | ཨོ o |

Когато една сричка няма изрично обозначение за гласна, буквата a се използва за представяне на гласната по подразбиране „a“ (напр. ཨ་ = a).

## Капитализация
Много предходни системи за тибетска транслитерация включват схеми за вътрешна главна буква – по същество, изписване с главна буква на коренната буква, а не на първата буква на думата, когато първата буква е префиксна съгласна. Тибетските речници са организирани по коренна буква, а префиксите често са беззвучни, така че познаването на коренната буква дава по-добра представа за произношението. Тези схеми обаче често са били прилагани непоследователно и обикновено само когато думата обикновено би се изписала с главна буква според нормите на латинския текст (т.е. в началото на изречението). С мотива, че вътрешната главна буква е прекалено тромава, с ограничена полезност при определяне на произношението и вероятно излишна за читател, който може да използва тибетски речник, Уайли уточнява, че ако една дума трябва да се изпише с главна буква, първата буква трябва да е главна, в съответствие със западните практики за главна буква. По този начин определена тибетска будистка секта (Кагю) се изписва с главна буква Bka' brgyud, а не bKa' brgyud.

## Разширения
Оригиналната схема на Уайли не е способна да транслитерира всички текстове, написани на тибетска писменост. По-специално, тя няма съответствия за повечето тибетски пунктуационни символи и не е способна да представя нетибетски думи, написани на тибетска писменост (санскрит и фонетичен китайски са най-често срещаните случаи). Съответно, различни учени са възприели ad hoc и непълни конвенции, според нуждите.
Тибетската и хималайската библиотека към Университета на Вирджиния разработва стандарт, EWTS — the Extended Wylie Transliteration Scheme (разширената схема за транслитерация на Уайли) – който систематично отстранява тези недостатъци. Той използва главни букви и латинска пунктуация за представяне на липсващите знаци. Няколко софтуерни системи (напр. Tise) използват този стандарт, за да позволят въвеждането на неограничена тибетска писменост (включително пълния набор от тибетски символи Unicode) на латинска клавиатура.
Тъй като системата на Уайли не е интуитивна за използване от лингвисти, които не са запознати с тибетския език, през 2012 г. е предложена нова система за транслитерация, базирана на Международната фонетична азбука, която да замени Уайли в статии за тибетската историческа фонология.